# Satsuriku no Tenshi
Satsuriku no Tenshi (殺戮の天使, Anjos da Morte) é um videogame de horror japonês desenvolvido por Hoshikuzu KRNKRN (Makoto Sanada) criado em plataforma RPG Maker e lançado originalmente em software gratuito em 14 de agosto de 2015. O jogo está disponível para Windows, Nintendo Switch, Android e iOS.